# アジアバグース!
アジアバグース!（Asia Bagus!）は、1992年4月から2000年9月26日にフジテレビの「JOCX-TV2」枠で放送された、視聴者参加型歌手オーディション番組。Asia Bagus!はインドネシア語で「アジアは素晴らしい!」という意味。アジアで活躍する若手アーティストの育成を目指し、インドネシア・シンガポール・マレーシア・大韓民国・日本・台湾、およびタイ王国で毎週放送された。なお日本以外の国ではゴールデンタイムに放送されている。
番組は勝ち抜き方式で、5人勝ち抜くとチャンピョンとしてグランド・チャンピョン大会への出場権を手にでき、年1回行われるグランド・チャンピョン大会で選出されたグランド・チャンピョンは歌手デビューできることになっていた。
司会者は当初は門脇知子とナジップ・アリが担当し、番組の終了した2000年9月の時点では晶姫、デヴィ・サンドラ、ウィニー・コックが担当していた。

## 歴代グランド・チャンピョン
| 年   | 回                 | 開催場所                     | グランド・チャンピョン | グランド・チャンピョン | 2位          | 2位                  |
| ---- | ------------------ | ---------------------------- | ---------------------- | ---------------------- | ------------ | -------------------- |
| 1992 | 1                  | 東京                         | インドネシア           | クリスダヤンティ       | インドネシア | デウィ・ギタ         |
| 1993 | 2                  | 東京・国立代々木競技場       | シンガポール           | Construction Sight     | インドネシア | Niniesdian Ratnasari |
| 1993 | 3                  | 東京                         | マレーシア             | エイミー・マストゥーラ | インドネシア | Erva Yudhisa         |
| 1994 | 4                  | 東京                         | 台湾                   | ニサ                   | インドネシア | シンティア・ラムス   |
| 1995 | 5                  | インドネシア・ジャカルタ     | マレーシア             | Tengku Shaharum        | インドネシア | Imelda Aritonang     |
| 1996 | 6                  | マレーシア・クアラルンプール | マレーシア             | Miki Low Leang Cheng   | インドネシア | Eka Mairina          |
| 1997 | Best Of Asia Bagus | 東京                         | インドネシア           | クリスダヤンティ       | -            | -                    |
| 1998 | 7                  | インドネシア・ジャカルタ     | インドネシア           | Ida Satrianti (Atiek)  | 日本         | 池間アカネ           |
| 1999 | 8                  | インドネシア・バリ島         | インドネシア           | リオ・フェブリアン     | マレーシア   | アリヤ               |
| 2000 | 9                  | マレーシア・クアラルンプール | インドネシア           | アレナ                 | インドネシア | ゲイル               |